# Guillermo Tell (ópera)
Guillermo Tell (título original en francés, Guillaume Tell) es una ópera en cuatro actos con música de Gioachino Rossini y libreto en francés de Étienne de Jouy e Hippolyte Bis, basados en la obra Wilhelm Tell, de Friedrich Schiller, que tiene como protagonista al legendario héroe de la independencia suiza: Guillermo Tell.

## Historia de las representaciones

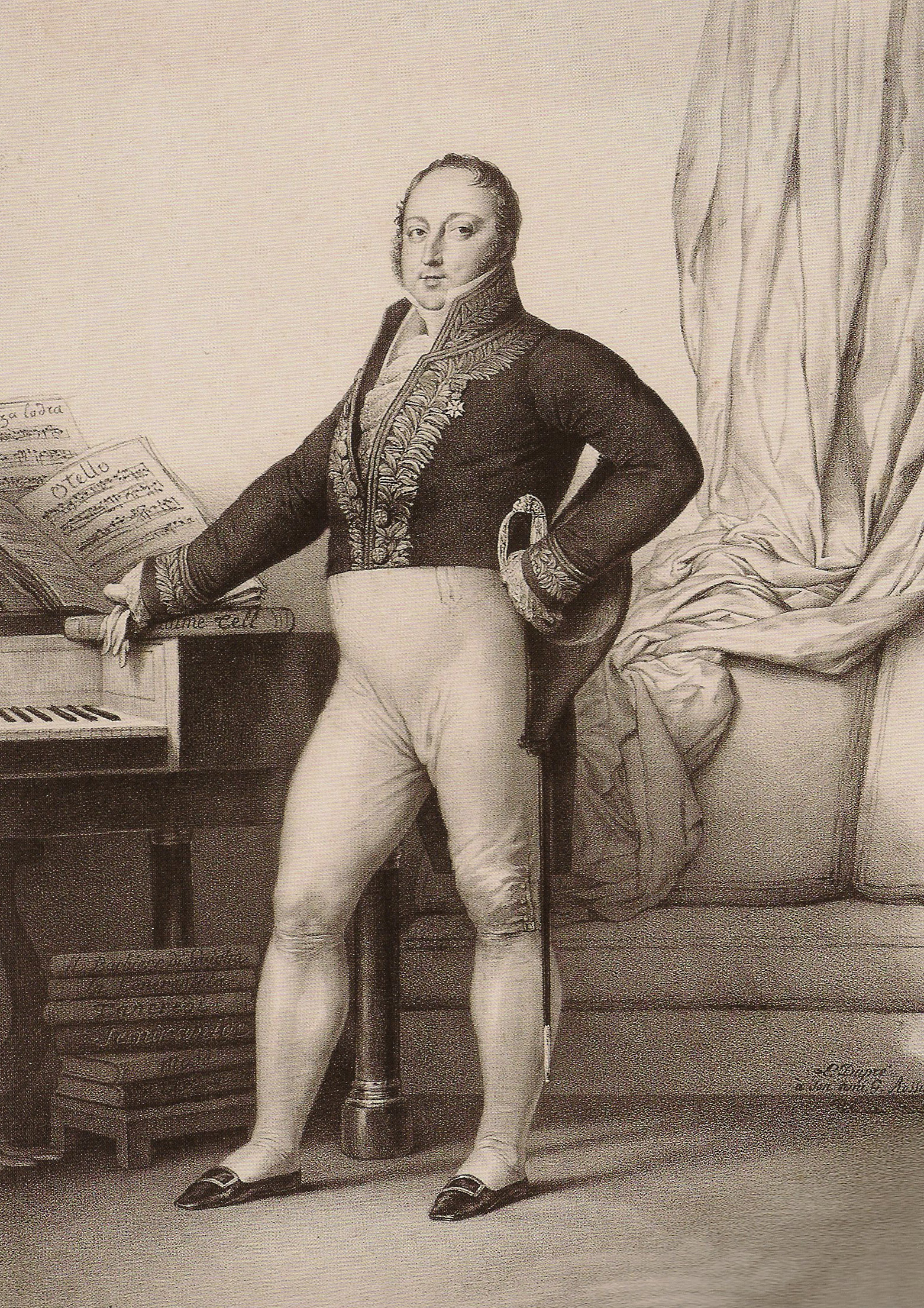
Rossini el compositor de esta ópera en 1829

Guillermo Tell fue la última ópera compuesta por Rossini, que decidió componerla para la Ópera de París a cambio de una pensión vitalicia otorgada por el gobierno francés.
Fue estrenada en el Théâtre de l'Académie Royale de Musique de París el 3 de agosto de 1829. La versión original fue escrita para el público parisino siguiendo el estilo de la grand opéra, pero inmediatamente se hicieron varias versiones italianas, más cortas.
Esta obra se aleja del esquema habitual de la ópera rossiniana. En ella no se encuentran las cabaletas o los crescendo de su época anterior. Es por ello que la reacción del público no fue favorable, ya que se encontró con algo totalmente distinto de lo que esperaban. Se trata de una ópera seria y de gran extensión, de gran impulso dramático y lírico, proveniente de la partitura. Esto convierte a Guillermo Tell en una ópera romántica. 
La innovación musical fue rápidamente alabada por maestros de la talla de Bellini o Berlioz (contrario, hasta entonces, a la música del italiano).
Tras esta obra vino el silencio. Rossini viviría más de 30 años tras su estreno, pero no realizó ninguna aportación más al campo operístico. Se ha especulado mucho sobre esto, dando diversas razones sobre su retiro: cansancio, problemas de salud, falta de creatividad... sin que ninguna haya sido del todo satisfactoria.
El 14 de enero de 1858 se produjo un atentado contra el emperador Napoleón III y la emperatriz Eugenia, cuando se dirigían a la Sala de la rue Le Peletier para asistir a una representación de esta obra. También es la ópera que se representaba en el Liceo de Barcelona la noche del atentado anarquista (7 de noviembre de 1893).
En el Metropolitan Opera de Nueva York se dio asiduamente entre 1894 y 1930. Se estrenó en el Teatro Colón de Buenos Aires en 1923.
Fue representada últimamente en Pesaro, París, Londres y Nueva York.
Esta ópera se representa poco desde mediados del siglo XX; en las estadísticas de Operabase aparece la n.º 201 de las óperas representadas en el período 2005-2010, siendo la 60.ª en Italia y la octava de Rossini, con 14 representaciones.

## Obertura
Hoy, la ópera se recuerda principalmente por su famosa obertura.  Su final enérgico es particularmente conocido gracias a su uso en la radio y la televisión, por ejemplo en Estados Unidos en The Lone Ranger.  Varias partes de la obertura se usaron de forma destacada en las películas La naranja mecánica y The Eagle Shooting Heroes, así como en el primer movimiento de la Sinfonía n.º 15 de Shostakovich. La obertura se divide en cuatro partes, cada una fundiéndose en la siguiente:
- El Preludio es un pasaje lento que comienza con cinco violonchelos solistas, el resto de los violonchelos y los contrabajos, en mi mayor.
- La Tormenta es una sección interpretada por toda la orquesta, en la que destacan los trombones, en mi menor.
- El Ranz des Vaches, o llamada a las vacas lecheras, parte en la que destacan el corno inglés y la flauta. Es en sol mayor.
- El Finale es un galop, una "carga de caballería" anunciada por las trompas y las trompetas, y se interpreta con toda la orquesta en mi mayor.

## Personajes
| Personaje                                                        | Tesitura     | Elenco del estreno, 3 de agosto de 1829 (Director: François Antoine Habeneck) |
| ---------------------------------------------------------------- | ------------ | ----------------------------------------------------------------------------- |
| Guillermo Tell                                                   | barítono     | Henri-Bernard Dabadie                                                         |
| Hedwige, su esposa                                               | mezzosoprano | Mlle Mori                                                                     |
| Jemmy, su hijo                                                   | soprano      | Louise-Zulme Dabadie                                                          |
| Mathilde, una princesa Habsburgo                                 | soprano      | Laure Cinti-Damoreau                                                          |
| Arnold Melchtal                                                  | tenor        | Adolphe Nourrit                                                               |
| Melchtal, su padre                                               | bajo         | Bonel                                                                         |
| Gessler, el gobernador austriaco de los cantones de Uri y Schwyz | bajo         | Alexandre Prévost                                                             |
| Walter Fürst                                                     | bajo         | Nicolas Levasseur                                                             |
| Ruodi, un pescador                                               | tenor        | Alexis Dupont                                                                 |
| Leuthold, un pastor                                              | bajo         | Ferdinand Prévôt                                                              |
| Rodolphe, capitán de la guardia de Gessler                       | tenor        | Jean-Étienne-Auguste Massol                                                   |
| Un cazador                                                       | barítono     | Beltrame Pouilley                                                             |
| Campesinos, pastores, caballeros, pajes, damas, soldados         |              |                                                                               |

## Argumento
Lugar: la Suiza ocupada por los austriacos
Tiempo: siglo XIII

### Acto I
A orillas del lago de Lucerna, en Bürglen en , et l'Helvétie pleure sa liberté – "Él canta, y Helvecia llora su libertad"). 
Suenan los cuernos de las vacas, llega Melchthal, un respetado anciano del cantón. Su hijo Arnold, aunque está en edad de casarse, no participa, y es evidente que está incómodo. Tell invita a Melchthal a su chalé; antes de ir, Melchthal riñe a su hijo por su incapacidad para casarse.
El rechazo de su padre provoca la desesperación de Arnold: en su recitativo se descubre que previamente ha prestado servicio a las tropas austriacas, que ha rescatado a Mathilde, una princesa austriaca, de un alud, y el conflicto entre su amor por ella y su vergüenza al haber servido al "pérfido poder". Llega Gessler, el gobernador austriaco. Melchthal bendice a las parejas. Llega rápidamente un pastor, pálido, temblando y herido, Leuthold quien, habiendo matado a uno de los soldados de Gessler por defender a su hija, está huyendo de las fuerzas del gobernador. Tell lleva a Leuthold a un bote y al agua, para alcanzar la otra orilla del lago. Llegan los guardias de Gessler, guiados por Rodolphe, quien se enoja aún más ante las oraciones de los campesinos y su evidente alegría porque el otro ha escapado.  Melchthal pide a los campesinos que no digan a Rodolphe quién ayudó a Leuthold, y los guardias lo toman prisionero.  

### Acto II
En las alturas de Rütli, por encima del lago y los cantones
Una partida de caza, con damas y caballeros, acompañados por soldados, oyen el sonido de los pastores que regresan de las colinas al acercarse la noche. Ellos también se marchan, pero Mathilde se queda porque ha visto a Arnold. Ella, como Arnold, está angustiada por el amor que siente por quien la rescató, y canta (Sombre forêt, désert triste et sauvage – "Sombrío bosque, triste y salvaje desierto").  Aparece Arnold y se confiesan su amor mutuo en el dúo (Oui, vous l'arrachez à mon âme). 
Walter le dice a Arnold que Gessler ha ejecutado a su padre Melchthal, entonces Arnold jura venganza (Qu'entends-je? ô crime! – "¿Qué oigo? ¡Oh, crimen!"). Conforme los tres hombres, Walter, Guillermo y Arnold, confirman su objetivo – "la independencia o la muerte" – oyen el sonido de alguien más que se acerca. Son los hombres del cantón de Unterwalden, que vienen a unirse a la lucha, y pronto se les unen los hombres del cantón de Schwyz. Se ha completado la reunión, y los hombres de los tres cantones afirman su deseo de luchar o morir por la libertad de Suiza (Jurons, jurons par nos dangers – "Juremos, juremos por nuestros peligros").  

### Acto III
Escena 1: Una capilla en ruinas/abandonada en los terrenos del palacio de Altdorf
Arnold ha ido a decirle a Mathilde que, en lugar de irse a la batalla, se queda para vengar a su padre, y así renuncia tanto a la gloria como a Mathilde. Cuando le dice que fue Gessler quien ejecutó a su padre, ella denuncia su crimen, y reconoce la imposibilidad de su amor (Pour notre amour, plus d'espérance – "Se ha ido toda esperanza para nuestro amor").  Al oír los preparativos de la fiesta que se va a celebrar en el palacio, se despiden (Sur la rive étrangère – "En una orilla extranjera").
Escene 2: La principal plaza de Altdorf
En la plaza del mercado de Altdorf, se celebra el 100.º aniversario del gobierno austriaco en Suiza. Gessler ha colocado su sombrero en lo alto de un poste y ordena a los suizos que le rindan homenaje. Los soldados ven a Tell y su hijo Jemmy entre la multitud, rechazando homenajear al sombrero y los arrastran al primer plano.  Rodolphe lo reconoce como el hombre que ayudó a escapar a Leuthold y Gessler ordena que lo arresten. 
Gessler nota el afecto que Tell siente por su hijo, y hace que cojan a Jemmy.  Inspirado, idea su prueba: Tell debe lanzar una flecha a una manzana sobre la cabeza de Jemmy, y si rechaza la prueba, ambos morirán. Tell coge su arco y dos flechas, aunque oculta una de ellas. Canta un aria angustiada a Jemmy, dándole instrucciones (Sois immobile – "Queda completamente inmóvil") y los dos se separan. Tell consigue atravesar la manzana con la flecha y darle a la estaca. El pueblo aclama su victoria, y Gessler se enfada. Al notar la segunda flecha, exige saber qué pretende hacer Tell con ella. Tell confiesa su deseo de matar a Gessler con la segunda flecha, y ambos, él y Jemmy son cogidos para ejecutarlos.
Mathilde entra y reclama a Jemmy en nombre del emperador, rechazando permitir que muera un niño (Vous ne l'obtiendrez pas – "Tú no lo tendrás").  Gessler anuncia su intención de llevar a Tell al otro lado del lago de Lucerna al fuerte de Kusnac/Küssnacht, y allí arrojarlo a los reptiles del lago. 

### Acto IV
Escena 1: La casa del viejo Melchthal
Arnold está en casa de su padre. Llegan los futuros "confederados", reforzando su deseo de venganza. Fortalecido, Arnold les enseña el depósito de armas reunido por su padre y Tell. Viendo a los hombres armados, Arnold se lanza a una de las piezas más exigentes de la ópera (Amis, amis, secondez ma vengeance – "Amigos, amigos, ayudadme en mi venganza"): resueltos, se van a liberar Altdorf y a Tell.
Escena 2: La rocosa orilla del lago de Lucerna
Hedwige, la esposa de Tell, vaga junto al lago, muy preocupada. Entra su hijo Jemmy, seguido de Mathilde, a quien Hedwige pide ayuda. Entonces llega Leuthold, diciendo que el bote que llevaba a Tell, Gessler y los soldados ha sido lanzado contra las rocas por la tormenta y que ha naufragado – Leuthold cree que habían quitado a Tell las cadenas de la mano, de manera que pudiera pilotar con seguridad el bote.
Tell sobrevive, llega a la orilla. Jemmy entrega a su padre su arco con flechas. Entran Gessler y los soldados, intentando volver a capturar a Tell, quien mata a Gessler con un solo disparo al grito de "¡Deja que Suiza respire!".  Llega Arnold y su banda, diciendo que han tomado Altdorf.  Él ve a Mathilde, quien se muestra dispuesta a unirse a la lucha por la libertad a su lado.
Las nubes se despejan y brilla el sol en una escena pastoral de salvaje belleza. Los luchadores suizos reunidos y las mujeres cantan la magnificencia de la naturaleza y el regreso de la libertad (Tout change et grandit en ces lieux...Liberté, redescends des cieux – "Todo está cambiando y se está engrandeciendo en este lugar... Libertad, desciende de nuevo del cielo").

## Grabaciones
Existen varias grabaciones de la obra, pero dada su longitud y las capacidades técnicas del reparto no se produce con regularidad (casi seis horas y un tenor capaz de lograr hasta veintiocho Do de pecho.

## Discografía
| Año             | Elenco (Guglielmo/Guillaume, Arnoldo/Arnold, Matilde/Mathilde, Jemmy, Gualtiero/Walter, Edvige/Hedwige)   | Director           | Sello       |
| --------------- | --- | ------------------ | ----------- |
| 1952 (italiano) | Giuseppe Taddei, Mario Filippeschi, Rosanna Carteri, Graziella Sciutti, Giorgio Tozzi, Miti Truccato Pace | Mario Rossi        | Fonit Cetra |
| 1965 (italiano) | Giangiacomo Guelfi, Gianni Raimondi, Leyla Gencer, Leyla Bersiani, Paolo Washington, Anna Maria Rota      | Fernando Previtali | G. O. P.    |
| 1973 (francés)  | Gabriel Bacquier, Nicolai Gedda, Montserrat Caballé, Mady Mesplé, Kolos Kovács, Jocelyn Taillon           | Lamberto Gardelli  | EMI         |
| 1979 (italiano) | Sherrill Milnes, Luciano Pavarotti, Mirella Freni, Della Jones, Nicolai Ghiaurov, Elizabeth Connell       | Riccardo Chailly   | Decca       |
| 1988 (italiano) | Giorgio Zancanaro, Chris Merritt, Cheryl Studer, Amelia Felle, Giorgio Surjan, Luciana d'Intino           | Riccardo Muti      | Philips     |
| 1998 (francés)  | Thomas Hampson, Giuseppe Sabbatini, Nancy Gustafson, Dawn Kotoski, Wojtek Smilek, Michaela Ungureanu      | Fabio Luisi        | Orfeo       |
| 2010 (francés)  | Gerald Finley, John Osborn, Malin Byström, Elena Xanthoudakis, Matthew Rose, Marie-Nicole Lemieux         | Antonio Pappano    | EMI         |